# Eirene viridula
Eirene viridula är en nässeldjursart som först beskrevs av Péron och Charles Alexandre Lesueur 1809.  Eirene viridula ingår i släktet Eirene och familjen Eirenidae. Arten är reproducerande i Sverige. Inga underarter finns listade i Catalogue of Life.